# Maxime Blanchette-Joncas
 (avril 2023).
L'article doit être relu — et modifié si nécessaire — par des contributeurs indépendants pour apporter un regard critique aux contributions effectuées en violation des conditions d'utilisation de Wikipédia, tant sur la forme (notamment concernant le style encyclopédique, la proportionnalité) que sur le fond (la neutralité de point de vue, la qualité et l'indépendance des sources).
Pour les articles homonymes, voir Blanchette et Joncas.
Maxime Blanchette-Joncas, né en 1989 à Rimouski, est un administrateur et homme politique québécois, élu député de Rimouski-Neigette—Témiscouata—Les Basques à la Chambre des communes du Canada sous la bannière du Bloc québécois lors des élections fédérales canadiennes de 2019.

## Biographie
Maxime Blanchette-Joncas naît en 1989 à Rimouski dans la région administrative du Bas-Saint-Laurent au Québec où il grandit.

### Études et cheminement
Après un parcours scolaire riche en défis, il obtient son diplôme d’études secondaires dans un centre d’éducation des adultes et entre sur le marché du travail, où il œuvre au centre d’appel de l’entreprise Telus pendant six ans. C’est pendant cette période qu’il développe un goût pour l’action syndicale, l’implication politique et la cause indépendantiste.
Maxime Blanchette-Joncas fait un retour sur les bancs d'école et obtient en 2019 un baccalauréat en administration des affaires de l'Université du Québec à Rimouski. Au cours de ses études universitaires, il est engagé dans les associations étudiantes, dans l'aile jeunesse du Parti québécois où il sera président du comité régional des jeunes du Bas-Saint-Laurent et dans différents organismes comme la Librairie l'Alphabet, la Jeune chambre de Rimouski et la Société nationale de l'Est du Québec. Il effectue aussi un stage, dans le cadre d'un échange, au cabinet de Pauline Véron, adjointe à la mairie de Paris. Il représente l'UQAR lors des Jeux du commerce de 2017.
Il occupe ensuite un emploi à la Banque de développement du Canada, puis après l'obtention de son diplôme est engagé comme directeur-général adjoint de la municipalité de L'Isle-Verte en 2019.

### Carrière politique

#### Élections fédérales de 2019
Le 22 août 2019, Maxime Blanchette-Joncas annonce son intention d'être candidat du Bloc québécois aux prochaines élections fédérales dans la circonscription de Rimouski-Neigette—Témiscouata—Les Basques et il remporte l'investiture sans opposition.
Une lutte à quatre s'installe avec le député sortant du Nouveau Parti démocratique Guy Caron, la candidate du Parti libéral du Canada, Chantal Pilon, et Nancy Brassard-Fortin, candidate pour le Parti conservateur du Canada. Le soir de l'élection du 21 octobre, le député bloquiste gagne son pari avec une majorité de 4 264 voix sur le député sortant Guy Caron pour un total de 17 314 votes (37,83 % des votes), devenant par l’occasion le plus jeune député élu dans l’histoire de la circonscription.

#### 43elégislature
En novembre 2019, Maxime Blanchette-Joncas est nommé porte-parole du Bloc québécois pour les Comptes publics, la Voie maritime du Saint-Laurent et le Tourisme. Il siège aussi sur le Comité permanent des comptes publics de la Chambre des communes tout au long de cette législature.
Pendant cette courte législature, le député de Rimouski-Neigette—Témiscouata—Les Basques dépose deux projets de loi. Le premier est le projet de loi C-281 (Loi modifiant la Loi de 2001 sur la marine marchande du Canada (brevet d’aptitude)). Il a comme objectif d'attaquer frontalement l’enjeu de la pénurie de main-d’œuvre dans l’industrie maritime en permettant à un ressortissant étranger diplômé d’un établissement d’enseignement maritime désigné, tel que l’Institut maritime du Québec (IMQ) de Rimouski, de jouir des privilèges que procure le brevet d’aptitude afin de naviguer sur le fleuve Saint-Laurent. À la suite de la dissolution de la 43e législature, le projet de loi sera à nouveau déposé lors de la 44e législature. Pour ce qui est du deuxième, il s'agit du projet de loi C-295 (Loi modifiant la Loi de l’impôt sur le revenu (nouveaux diplômés travaillant dans une région éloignée)) qui a comme objectif de répondre aux défis liés au vieillissement de la population, à la pénurie de main-d’œuvre et à la rétention des travailleurs diplômés en région en accordant un crédit d’impôt remboursable de 3 000 $ par année et d’un maximum de 8 000 $ sur trois ans aux diplômés d’un établissement d’enseignement post-secondaire qui occupent un emploi dans leur domaine de spécialisation en région. Ce dernier devra aussi être redéposé dû à sa mort au feuilleton
En plus du dépôt de projets de loi, il est aussi question d'investissements et de la sauvegarde de services en région. On retrouve notamment du côté des investissements une participation financière de 1,9 M$ pour la rénovation du Vieux-Théâtre de Saint-Fabien et 3 M$ pour le Théâtre du Bic,. Il soutient également la création d’une station de recherche en acoustique marine dans l’estuaire du Saint-Laurent à l’aide d’un investissement de 2,5 M$ de la part du gouvernement fédéral.

#### Élections fédérales de 2021
Après une dissolution du Parlement à la demande du premier ministre Justin Trudeau, à la tête d'un gouvernement minoritaire depuis les précédentes élections en 2019, Maxime Blanchette-Joncas est de nouveau candidat dans Rimouski-Neigette—Témiscouata—Les Basques pour le Bloc québécois.
Le député sortant est réélu avec une presque majorité le 21 septembre 2021 pour un total de 20 657 voix (49,02 %).

#### 44elégislature
Dans le cadre son deuxième mandat, Maxime Blanchette-Joncas conserve son titre en tant que porte-parole de la voie maritime du Saint-Laurent, mais il devient aussi la voix officielle du Bloc québécois en matière d'innovation et de science. Il siège également comme vice-président du Comité permanent de la science et de la recherche.
Ses nouvelles fonctions l'amènent à s'intéresser fortement à la science en français ainsi que la répartition du financement de la recherche entre les différentes universités. Il est élu vice-président du comité permanent de la science et de la recherche de la Chambre des communes lors de sa première réunion 14 décembre 2021. Il est depuis l'instigateur de plusieurs études, notamment celle sur la recherche et la publication scientifique en français, sur les programmes des bourses d'études supérieures et postdoctorales du gouvernement du Canada, sur la répartition du financement du gouvernement fédéral entre les établissements postsecondaires du Canada, ainsi que sur l'impact des critères d'attribution du financement fédéral sur l'excellence de la recherche au Canada. 
En 2021, il redépose son projet de loi C-281, qui devient C-346, Loi modifiant la Loi de 2001 sur la marine marchande du Canada (brevet d’aptitude). Comme son prédécesseur, ce projet meurt également au feuilleton à la suite de la prorogation du parlement par le premier ministre Justin Trudeau le 6 janvier 2025.
En septembre 2022, le député natif de Rimouski obtient l'ouverture d'un bureau des passeports à Rimouski, le tout premier de l'Est-du-Québec, qui permet d'offrir un service expéditif en 10 jours. Depuis son ouverture, près de 10 000 Bas-Laurentiens et Gaspésiens ont pu profiter de cette avancée. 98 % des demandes traitées de 2022 à aujourd'hui ont été résolues à l'intérieur du délai prescrit. Il permet également la réouverture du bureau mobile de Service Canada à Pohénégamook en mai 2022, pour laquelle il militait depuis 2020.
La même année, il obtient une bonification de 500 000 $ pour les travaux d'agrandissement du Théâtre du Bic.
En mai 2023, Maxime Blanchette-Joncas annonce qu'un financement historique de 154 M$ pour l'Université du Québec à Rimouski (UQAR) et ses partenaires est obtenu afin de réaliser de la recherche sur l'océan et le climat. 
En 2024, il obtient une deuxième bonification pour soutenir le patrimoine régional du Bas-Saint-Laurent, cette fois dans le cadre de la rénovation du Vieux-Théâtre de Saint-Fabien, à hauteur de 1,8 M$ supplémentaires.
Lors du budget d'avril 2024, le député bloquiste obtient un investissement de 1,8 G$ de la part du gouvernement canadien pour la science et la recherche, ainsi qu'une augmentation des bourses d’études fédérales à hauteur de 825 M$ pour les étudiantes et étudiants inscrits aux cycles supérieurs et doctoraux, des bourses qui n'avaient été ni augmentées ni indexées d'un seul sou depuis 20 ans . Ces changements font suite aux recommandations soulevées par l'étude sur les programmes des bourses d'études supérieures et postdoctorales du gouvernement du Canada en comité.
Au total, le député de Rimouski-Neigette–Témiscouata–Les Basques a permis un financement total de près de 4,1 M$ pour soutenir la création de 1052 emplois estivaux, destinés à des jeunes de 15 à 30 ans, en vertu du programme Emplois d'été ; plus de 1,7 M$ afin de financer 94 projets pilotés par les organismes d'aînés de la circonscription, en vue de favoriser l'inclusion sociale ainsi que la participation des aînés, dans le cadre du programme Nouveaux Horizons ; ainsi que 126,6 M$ pour créer 668 logements dans la circonscription, dans un contexte de crise du logement.
Le 28 octobre 2024, il annonce sa candidature dans la future circonscription de Rimouski—La Matapédia, qui remplace celle de Rimouski-Neigette—Témiscouata—Les Basques à la suite du redécoupage électoral.